# Waylandita
La waylandita és un mineral de la classe dels fosfats, que pertany al grup de la plumbogummita. Rep el nom d'Edgar James Wayland (1888-1966), primer director del Uganda Geological Survey.

## Característiques
La waylandita és un fosfat de fórmula química BiAl₃(PO₄)₂(OH)₆, presentant una combinació única d'elements. Va ser aprovada com a espècie vàlida per l'Associació Mineralògica Internacional l'any 1962. Cristal·litza en el sistema trigonal. La seva duresa a l'escala de Mohs es troba entre 4 i 5. És l'anàleg amb alumini de la zaïrita.
Segons la classificació de Nickel-Strunz, la waylandita pertany a «08.BL: Fosfats, etc. amb anions addicionals, sense H₂O, amb cations de mida mitjana i gran, (OH, etc.):RO₄ = 3:1» juntament amb els següents minerals: beudantita, corkita, hidalgoïta, hinsdalita, kemmlitzita, svanbergita, woodhouseïta, gal·lobeudantita, arsenogoyazita, arsenogorceixita, arsenocrandal·lita, benauita, crandal·lita, dussertita, eylettersita, gorceixita, goyazita, kintoreïta, philipsbornita, plumbogummita, segnitita, springcreekita, arsenoflorencita-(La), arsenoflorencita-(Nd), arsenoflorencita-(Ce), florencita-(Ce), florencita-(La), florencita-(Nd), zaïrita, arsenowaylandita, graulichita-(Ce), florencita-(Sm), viitaniemiïta i pattersonita.

## Formació i jaciments
Va ser descoberta al mont Wampewo, al comtat de Busiiro, dins el districte de Wakiso, a Uganda. Tot i tractar-se d'un mineral gens abundant ha estat descrit a tots els continents del planeta excepte a l'Antàrtida.